# Rete tranviaria di Angers
La rete tranviaria di Angers era un'antica rete di tranvie urbane e interurbane nata nel 1896. Nel 1906 si componeva di 6 linee urbane e di due linee vicinali verso Érigné e Trélazé. Serviva principalmente Angers e la parte sud dell'agglomerato urbano fino alla sua soppressione, nel 1949, in favore del trasporto su gomma.

## Storia

### Premesse
Sin dal 1828 Angers si era dotata di regolari linee di omnibus ma non risultavano adeguate alla richiesta di trasporto.
Il 25 agosto 1871 la società inglese Fratelli Waringt e Paraire con sede a Londra e rappresentata nella Francia occidentale dall'architetto Racine Tours, che si era già occupata dei progetti di tram a trazione equina a Caen e a Rennes, presentò un progetto per la creazione di una tranvia a cavalli. Una linea circolare sulla riva destra della Maine e un'altra in direzione di Ponts-de-Cé.
La dichiarazione di pubblica utilità venne approvata il 20 marzo del 1872 senza però ottenere l'assenso del ministro dei Lavori pubblici in quanto ne mancava la motivazione. Altri cinque progetti vennero presentati senza successo finché alla fine del secolo non si giunse a quello, a trazione elettrica, degli imprenditori Ennemond Faye, banchiere e Alexandre Grammont, industriale, i quali erano anche i promotori delle tranvie di Rennes, Le Mans, Limoges e Besançon.

### La Compagnie des tramways électriques d'Angers

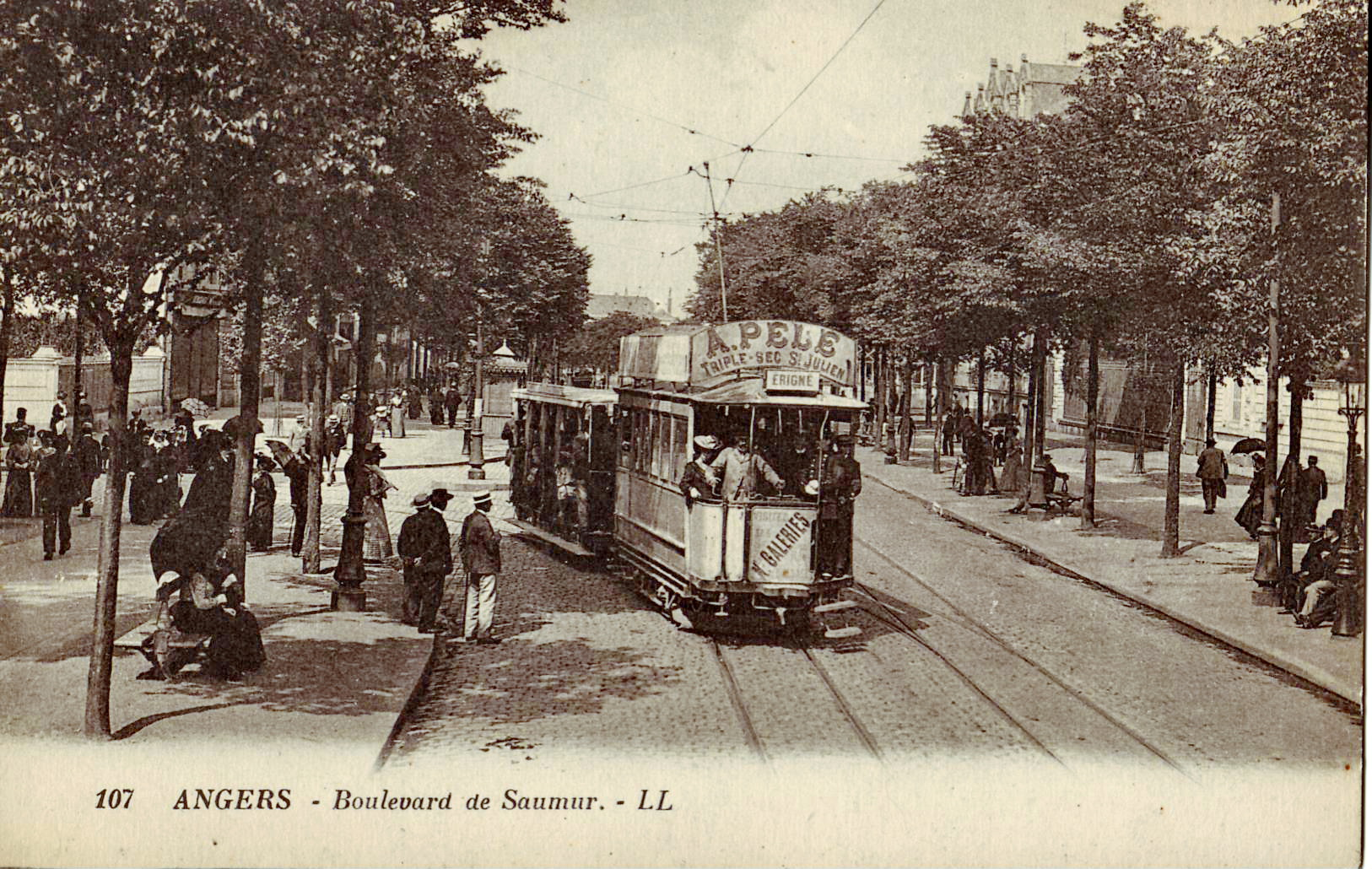
Motrice elettrica e rimorchiata aperta sul boulevard de Saumur

La Compagnie des tramways électriques d'Angers, con sede a Lione, al 26 di rue de la République, si sostituì a Ennemond Faye e Alexandre Grammont, il 25 luglio 1896. Uno dei suoi amministratori fu Jacques Brac de la Perrière.
Questa approntò i progetti per la costruzione di una rete cittadina comprendente le linee:
- Angers-Erigné
- Angers-Pyramide
- Angers (place du Ralliement)-Saint-Jacques

Tali linee vennero dichiarate di pubblica utilità l'8 luglio del 1895 e presto furono realizzate e 6 novembre 1900. Le prove di esercizio iniziarono il 9 maggio 1896 e si conclusero il 23 dello stesso mese; nello stesso giorno avvenne l'inaugurazione. L'arrivo del tram provocò parecchio entusiasmo nella popolazione ma la breve estensione delle linee non concorreva alla loro economicità per cui tra il 1907 e il 1913 vennero approntati alcuni progetti di estensione che tuttavia si arenarono a causa dello scoppio della prima guerra mondiale.

### Declino e fine della rete
Nel 1925 apparvero ad Angers i primi autobus che iniziarono a sostituire progressivamente i tram a partire dal 1932 sui percorsi urbani, mentre vennero conservate le linee suburbane.
Gli eventi bellici connessi alla seconda guerra mondiale provocarono nel 1944 gravi; alla fine della guerra iniziò il declino del servizio tranviario. Rimasero solo i due percorsi Angers-Erigne e Angers-Trélazé, che cessarono il servizio il primo il 28 dicembre 1948 e il secondo il 1º maggio 1949. 
Il 30 aprile del 1949 venne concluso l'esercizio dei tram.
La Compagnie des tramways électriques d'Angers continuò ad esistere fino al 1965. Dal 1970 la società ha operato sotto il nome di Société des Transports Urbain d'Angers.
Dopo circa mezzo secolo dalla soppressione della rete, nel 2011, una nuova linea tranviaria è stata costruita per collegare Avrillé al quartiere la Roseraie a sud di Angers.

## Infrastrutture
Le linee erano a scartamento metrico e passavano tutte dalla place du Ralliement dalla quale molte traevano origine.

### Linee urbane
- Génie ↔ Place Ney
- Pélican ↔ Gare Saint-Serge

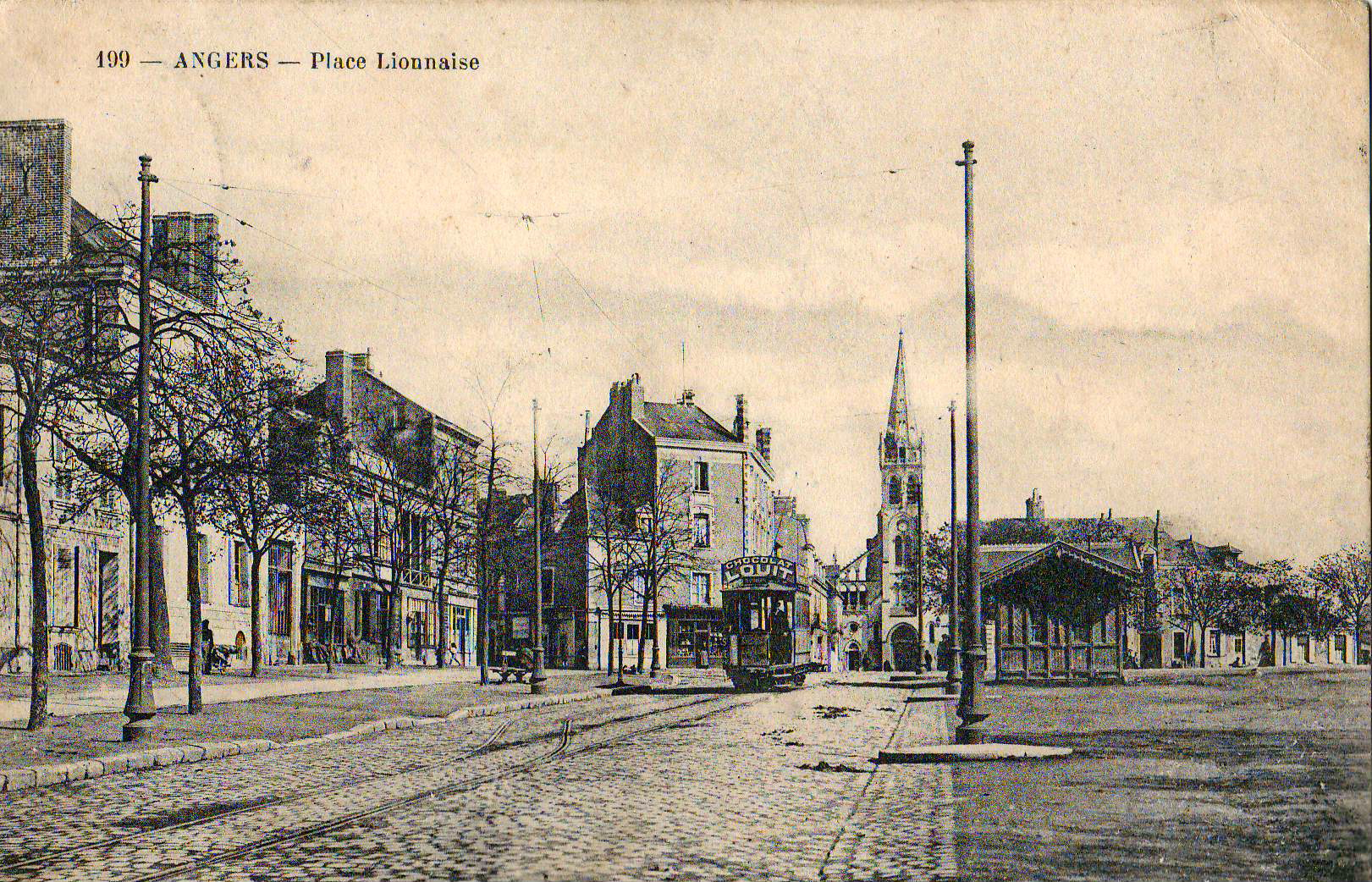
Tram in place Lionnaise

- Gare Saint-Laud ↔ Caserne de la route de Paris
- Place du Ralliement ↔ Place Lionnaise
- Place du Ralliement ↔ Route de Nantes
- Place du Ralliement ↔ Madeleine

### Linee extraurbane
- Angers ↔ Trélazé
- Angers ↔ Érigné

## Materiale rotabile
Il materiale rotabile iniziale era costituito da 31 motrici, a piattaforme di estremità aperte e a due motori da 15 CV tipo Sprague e da 12 rimorchiate aperte a due assi, integrato in seguito da 3 motrici e 3 rimorchiate. L'accesso avveniva dall'angolo posteriore destro; piuttosto scomodo per l'accesso era tuttavia un sistema diffuso nelle reti tranviarie francesi del tempo.
Il parco del materiale rotabile fu completato nel periodo 1935-1938 con otto motrici costruite dai Chantiers de La Buire (acquistate usate dalla rete tranviaria di Tours) e, nel 1946, da tre tram Thomson della rete di Le Mans.
Il materiale rotabile rimase nello stato di origine fino alla chiusura della rete eccetto che per la modifica delle piattaforme estreme antecedente alla prima guerra mondiale.

## Galleria d'immagini

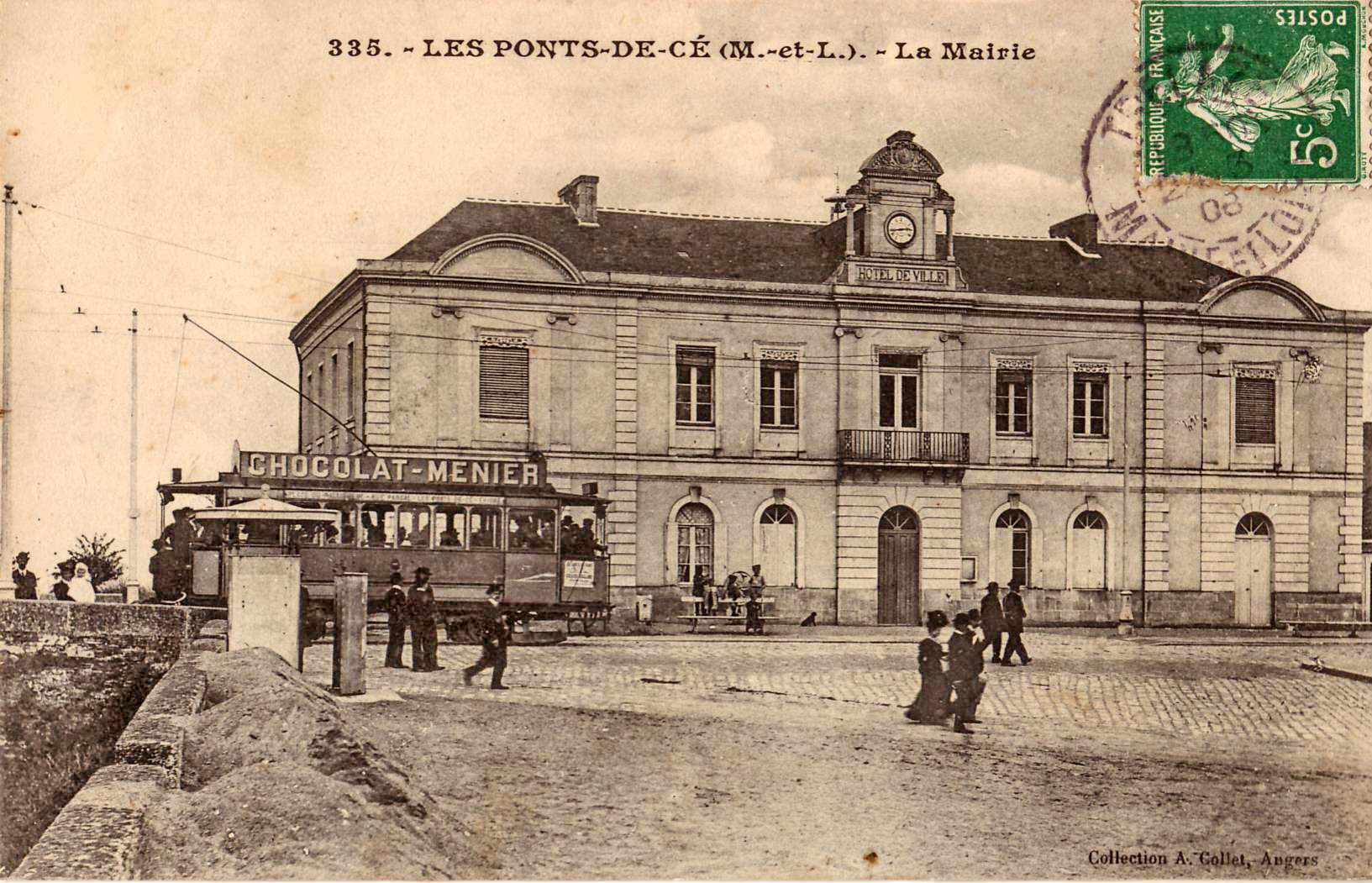
Motrice davanti al municipio di Les Ponts-de-Cé
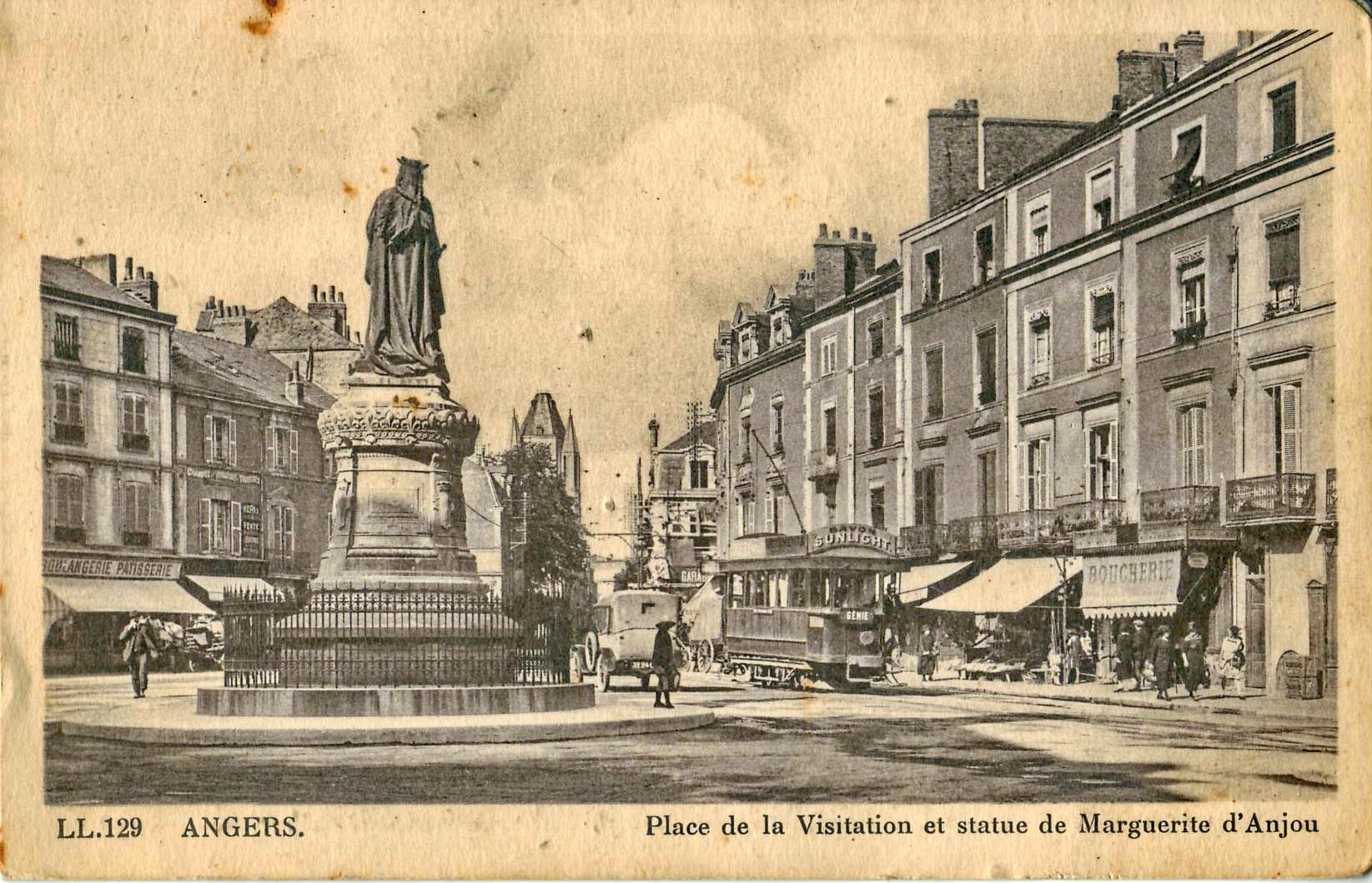
Tram della linea 1 davanti alla statua di Marguerite d'Anjou
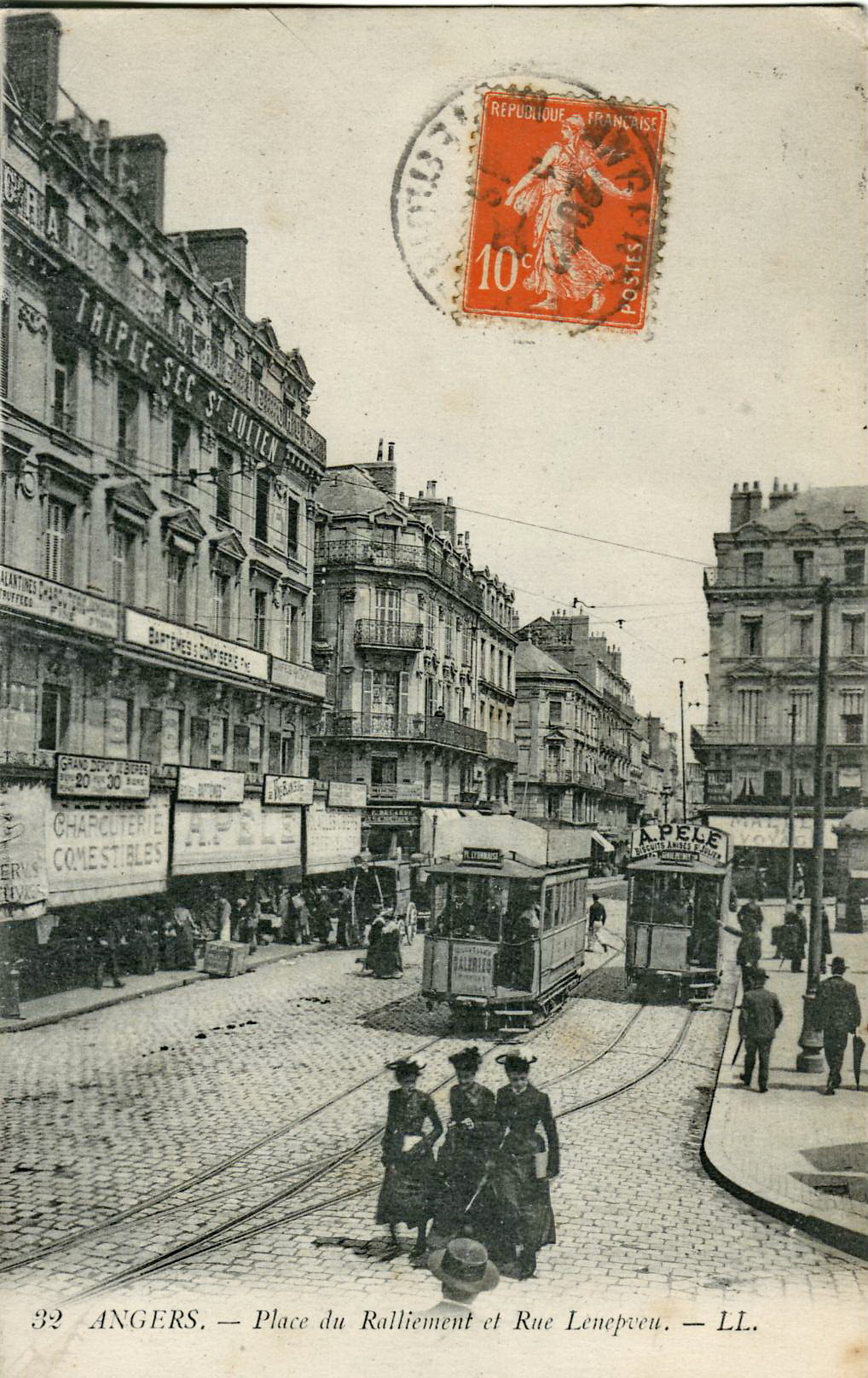
La place du Ralliement e la rue Lenepveu
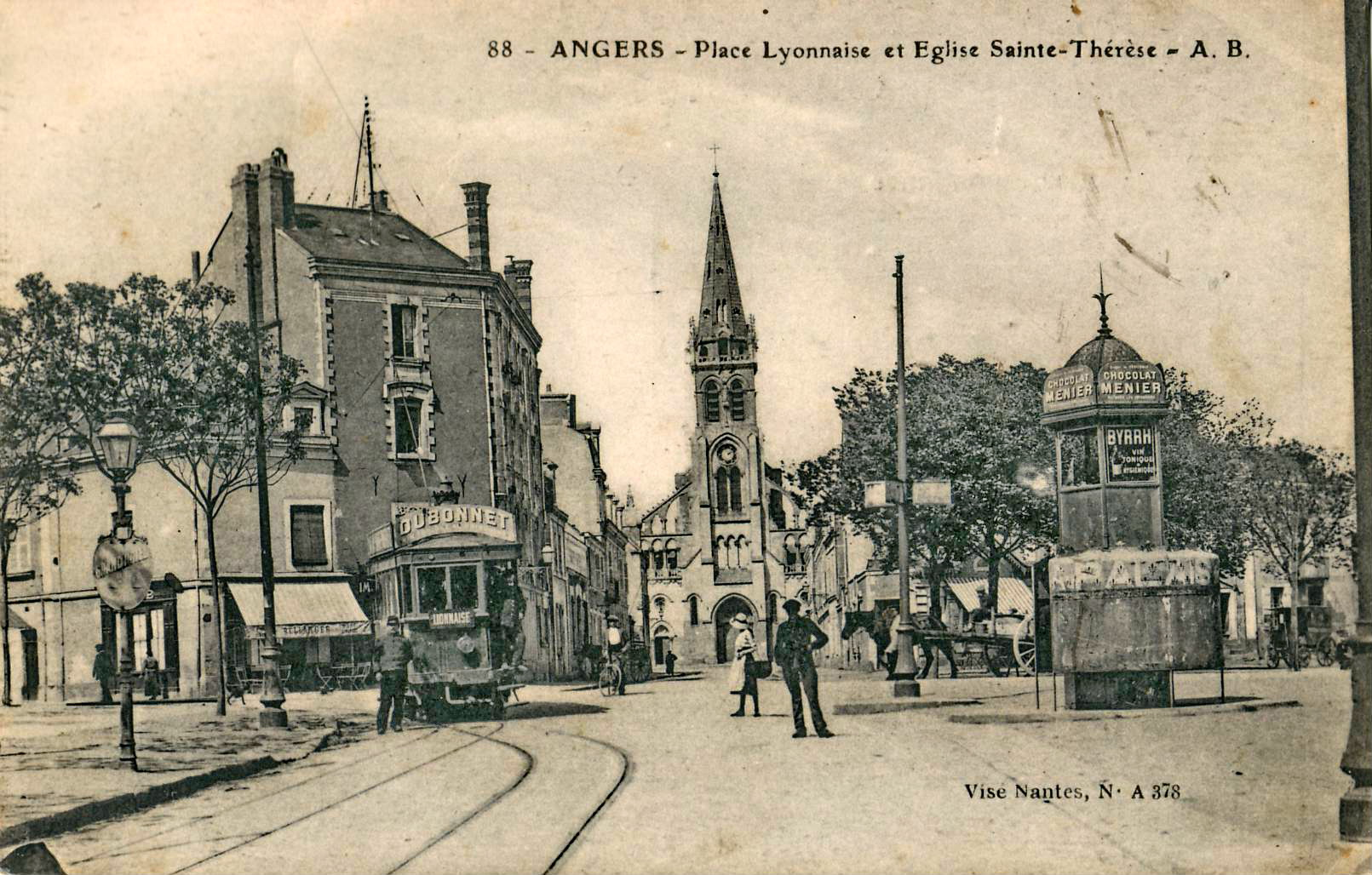
Place Lionnaise
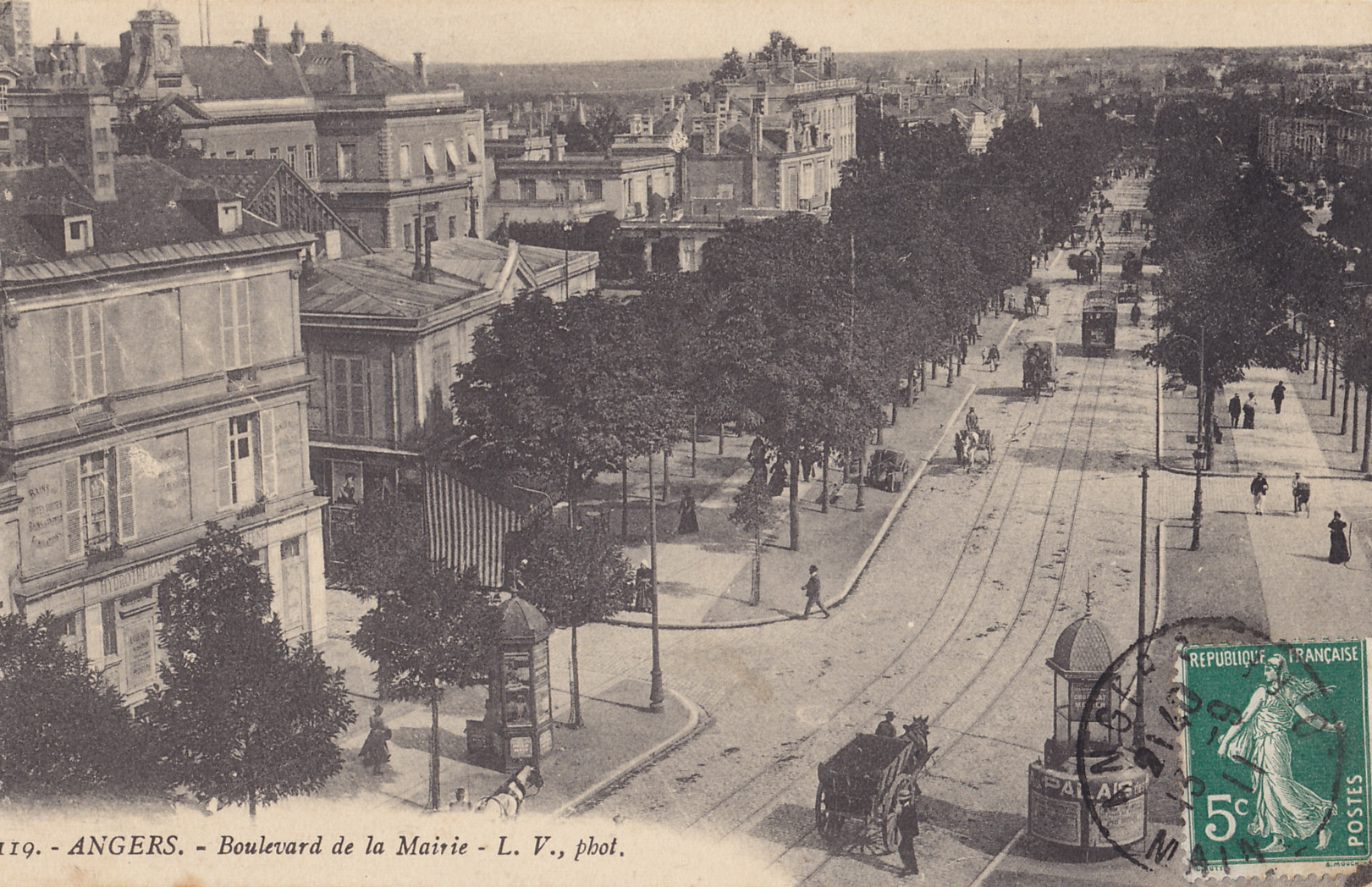
Boulevard de la Mairie
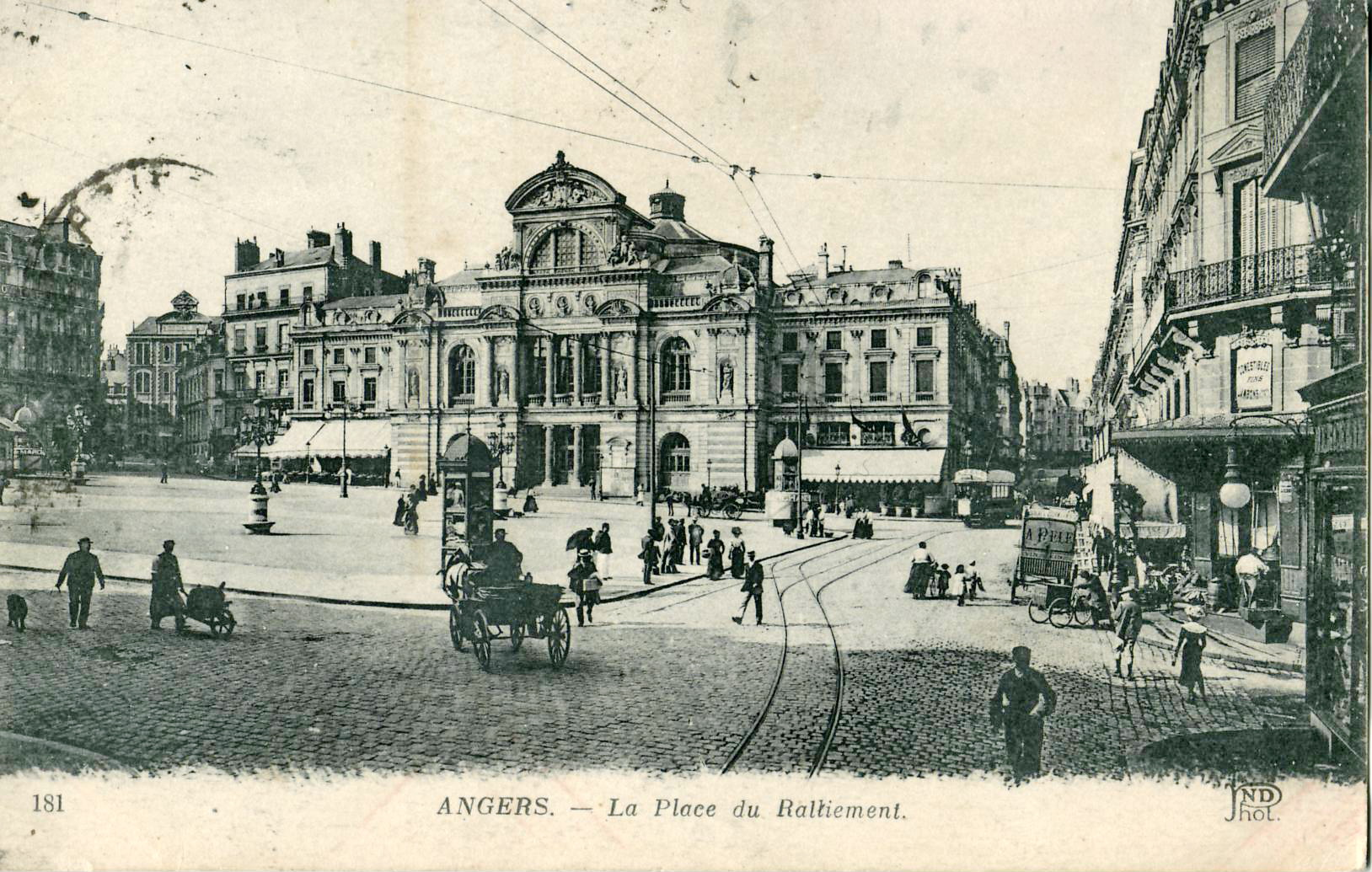
Place du Ralliement
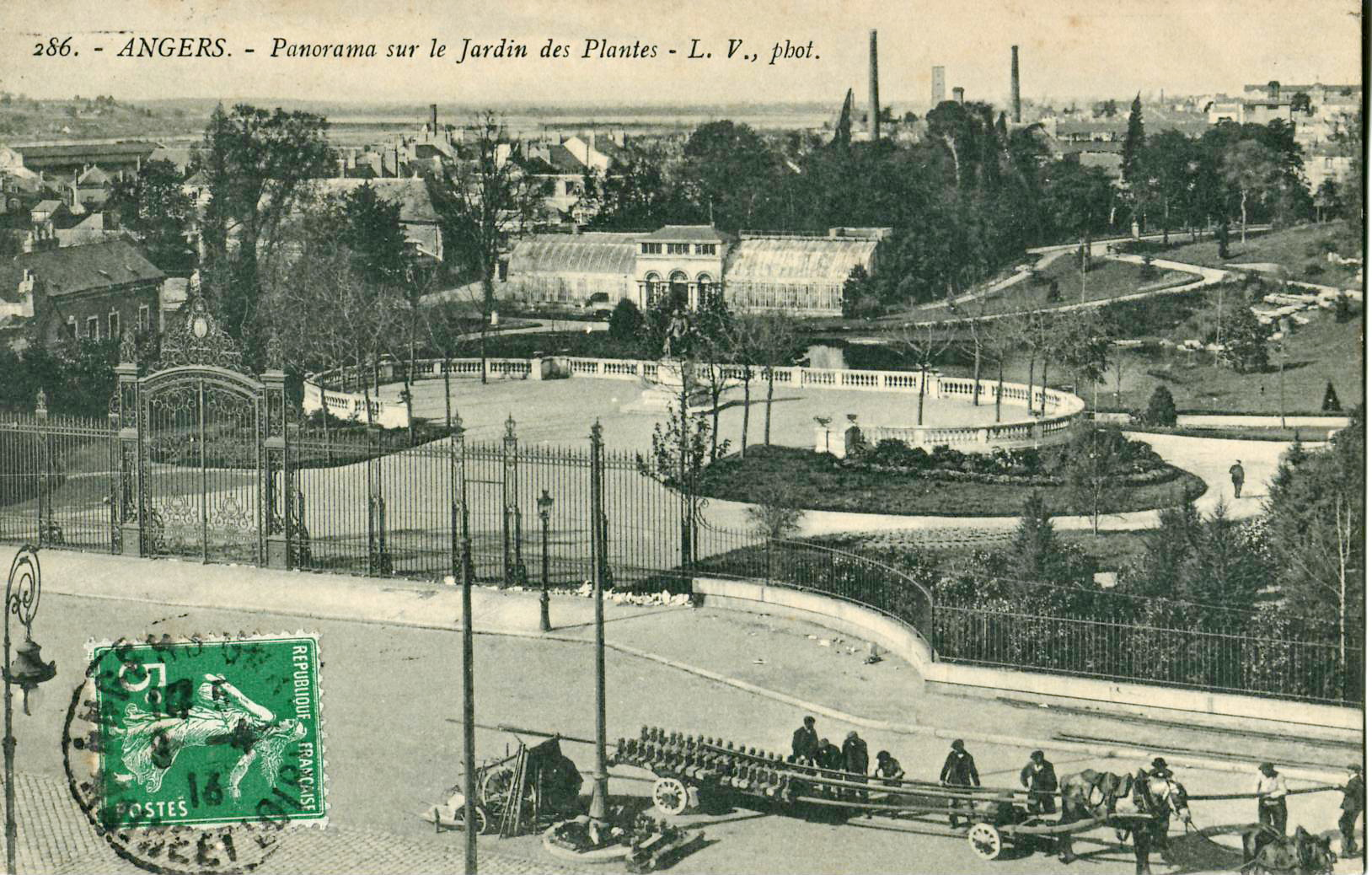
Lavori dinanzi al Jardin des Plantes
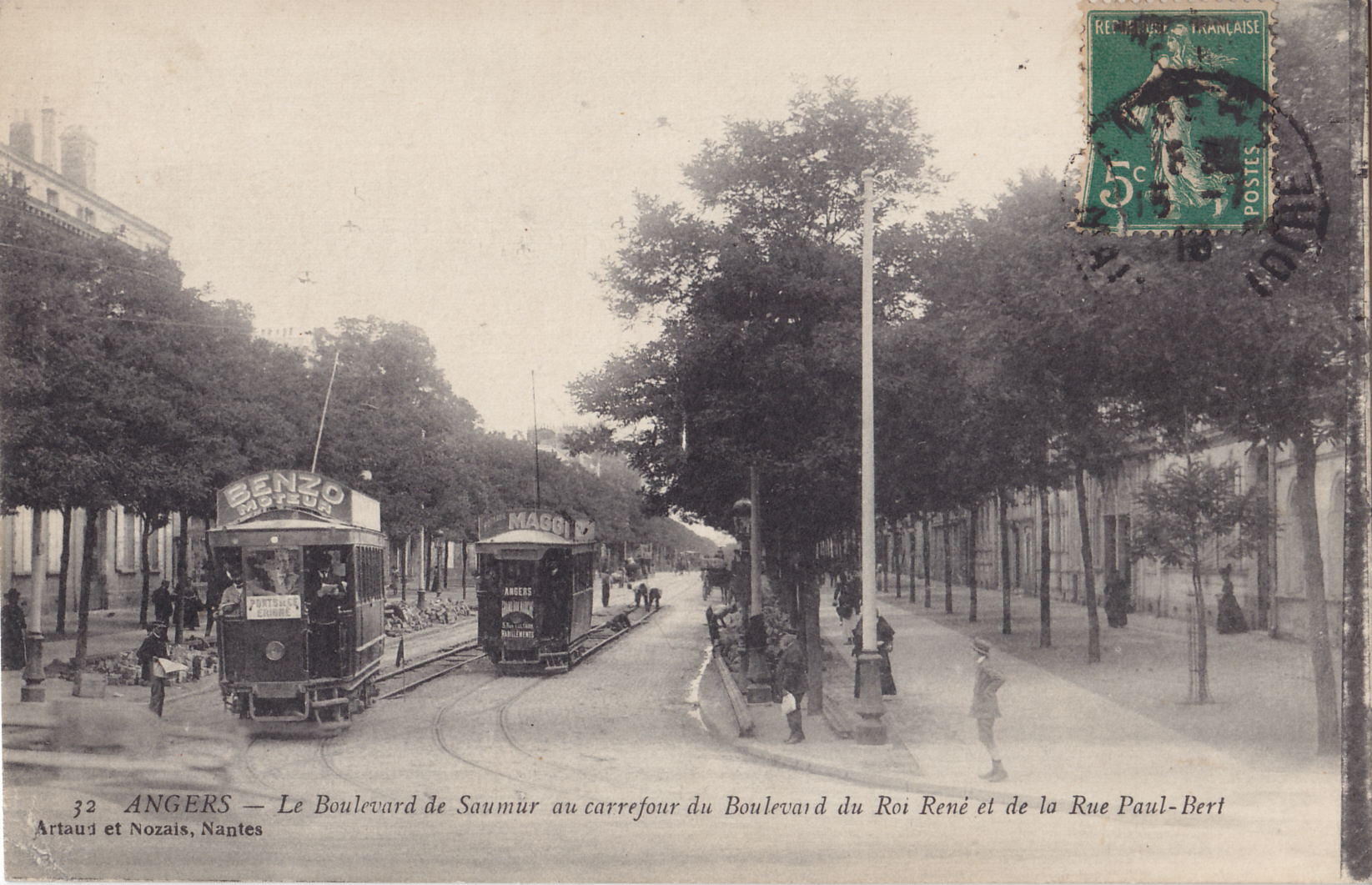
Incrocio di linee al boulevard du Roi René